# Murchad mac Brain Mut
Murchad mac Brain Mut (m. 727) fue rey de Leinster de la dinastía Uí Dúnlainge. Era hijo de Bran Mut mac Conaill (muerto 696), un rey anterior. Reinó de 715 a 727.

## Su reinado
Su primera mención en los anales data de la inauguración de su reinado con un ataque a Munster a Cashel en 715. Su reinado vio guerras con los Ui Neill y en 719 fue atacado en cinco ocasiones. Murchad se alineó con Cathal mac Finguine (m. 742), rey de Munster y en 721 atacaron Brega juntos.
Aun así Cathal firmó una paz con el rey supremo Fergal mac Máele Dúin (m. 722) de Cenél nEógain y ese mismo año Fergal invadió Leinster y exigió el pago del tributo de ganado.
Leinster rompió la tregua, y Fergal replicó invadiendo de nuevo. No obstante, en diciembre de 722 Fergal y numeroso nobles del Ui Neill murieron en la batalla de Allen (Condado Kildare) contra Leinster dirigido por Murchad. La saga Cath Almaine preserva la historia de esta batalla y menciona que el hijo de Murchad, Dúnchad mac Murchado (m. 728) y Áed mac Colggen (m. 738) de Uí Cheinnselaig lucharon en Leinster. La ruptura de la tregua enfadó Cathal y le enviaron la cabeza de Fergal. Los Anales de Tigernach afirman que el rey supremo Cináed mac Írgalaig (m. 728) del Síl nÁedo Sláine derrotó a los Laigin en la batalla de Maine en 726 y obtuvo sus demandas pero esto no es confirmado por otros anales.
El ascenso de los Ui Dunlainge se vio favorecido por la decadencia de los Uí Máil. Dos de los hijos de Cellach Cualann (m. 715), el rey anterior murieron durante su reinado. Áed mac Cellaig (m. 719) murió en la batalla de Finnabair (Fennor, Co. Kildare) en una lucha entre los Laigin y Crimthann mac Cellaig (m. 726) en la batalla de Belach Lice en una edad inmadura.
Una de las esposas de Murchad fue Conchenn ingen Cellaig (m. 743) del Uí Máil, madre  de Fáelán mac Murchado (m. 738) y Muiredach mac Murchado (muerto 760), reyes  de Leinster. Otros hijos fueron Dúnchad mac Murchado (m. 728) y Bran Becc mac Murchado (m. 738), también reyes de Leinster.